# Swertia decurrens
Swertia decurrens är en gentianaväxtart som beskrevs av C. B. Robinson. Swertia decurrens ingår i släktet Swertia och familjen gentianaväxter. Inga underarter finns listade i Catalogue of Life.